# The Toasters
The Toasters són un grup musical fundat l'any 1981 a Nova York. Van ser la primera banda ska dels Estats Units. El grup va ser format per l'anglès Rob "Bucket" Hingley que portava molt pocs mesos vivint al país. The Toasters fan un tipus de ska conegut com la tercera onada on barregen l'ska amb diferents estils de música com reggae, jazz, soul, dancehall, rap o rock, conformant així un so molt característic.

## Discografia

### Discs d'estudi
| Year | Album                                 |
| ---- | ------------------------------------- |
| 1987 | Skaboom                               |
| 1988 | Thrill Me Up                          |
| 1990 | This Gun for Hire                     |
| 1992 | New York Fever                        |
| 1994 | Dub 56                                |
| 1996 | Hard Band for Dead                    |
| 1997 | Don't Let the Bastards Grind You Down |
| 2000 | Dog Eat Dog                           |
| 2002 | Enemy of the System                   |
| 2006 | You're Gonna Pay                      |
| 2006 | Dub 56 : Double Disc Version          |
| 2007 | One More Bullet                       |

### Recopilacions
- 1990: T-Time
- 1995: Ska Killers
- 1996: History Book
- 1998: History Book 1987-1998'
- 2000: The Best Of...
- 2003: In Retrospect

### Discs en directe
- 1990: Frankenska
- 1993: Live In LA
- 1998: Live In London
- 2003: Live In Brazil
- 2003: en Caracas